# صغير بالنسبة لسن الحمل
صغير بالنسبة لسن الحمْل (SGA) هو مصطلح يعبر عن الأجنة اللائي يكون حجمهم أصغر من المعتاد بالنسبة لعُمر الحمل. وبتعريفٍ أكثر شيوعاً هو أن يبلغ وزن الطفل أقل من النسبة المئوية العاشرة بالنسبة لعُمر الحمل.

## الاصطلاح
ليست كل الأجنة صغيرة السن بالنسبة لعُمر الحمل تُعد متأخرة النمو قد يكونُ صغيراً بدون سبب مرضِيّ، ربما تكون تلك الأجنّة مُعرضة لمشاكل النمو داخل الرحم فيما يُسَمى ب IUGR، في تلك الحالة المعروفة ب IUGR يعانى الجنين من تقييد النمو داخل الرحم بحيث لا يستطيع الوصول للحجم والوزن الطبيعيين اللذين من المفترض أن يصل إليهما. و يهدف هذا التعريف الوظيفى إلى تحديد الأجنة المُعرضة لظروف قابلة للتغيير والتي قد تسبب إعاقة عملية النمو بشكلٍ طبيعي.هذا التعريف يستبعد عمداً الأجنّة التي هي صغيرة بالنسبة لعمر الحمل (SGA) ولكنها ليست صغيرة بشكلٍ مرَضيّ.
بعض الأجنة يولدون صغيري الحجم بشكلٍ واضح وبدرجةٍ أكبر من غيرهم (very SGA) وهؤلاء يكون طولهم أقل 2.5 درجة على الانحراف المعياري أقل من المتوسط.
هناك مُصطلح ذو صِلة هو نقص الوزن عند الولادة أو LBW ويشير هذا المصطلح إلى المواليد الذين يكون وزنهم عند الولادة أقل من الوزن الطبيعي المُتوقع أي أقل من 2.5 كيلو جراماً بغضِّ النظر عن عُمر الحمل عند الولادة.
هناك مصطلحات ذات صلة مثل (منخفض الوزن جدا عند الولادة) أو وزن ولادة منخفض وهذا يصف حديثي الولادة اللذين تصل أوزانهم إلى أقل من 1500 جم عند الولادة. وهناك من هم أقل وزناً ويُطلق عليهم (منخفضي الوزن للغاية عند الولادة) أو وزن ولادة منخفض وهؤلاء يتميزون بأوزان أقل من 1000 جم عند الولادة.
وهنا يجدر ربنا معرفة الوزن الطبيعى للمواليد وهو من 2500 جم إلى 4200 جراماً.
ولا بُد أن نعرف أيضاً أن مصطلح SGA ليس مرادفاً ل LBW أو VLBW أو ELBW المذكورين سلفاً.
مثالٌ إيضاحيّ: طفل حديث الولادة وُلد عن عمر يقدر ب 35 أسبوعاً ويزِن 2250 جراماً حيث أنَّ هذا المولود ذوو وزنٍ طبيعي مقارنةً بعُمره من الحمل لكنه لا يزال وزنه قليلاً بالنسبة للوزن الطبيعي عند الولادة.
ثُلث الأطفال حديثي الولادة إضافةً إلى حديثي الولادة الذين يزِنون أقل من 2500 جراماً يُعتبرون صغيرين بالنسبة لسن الحمل.
هناك نسبة 8.1% من المواليد في البلدان المتقدمة يعانون من انخفاض الوزن عند الولادة بينما تصل تلك النسبة إلى 30% في البلدان النامية. ويعزى هذا إلى صحة الأم خلال الحمل. ثُلث الحالات التي تعاني من انخفاض الوزن عند الولادة هم أيضاً صغيري الحجم بالنسبة لعمر الحمل. والمواليد الذين تكون معدلات نموهم منخفضة كما سبق هم الأكثر عرضةً لعدوى حديثي الولادة.
وُجِد أنّ الأمهات اللائي يعانين من نقص فيتامين(د) (25-OH) أو زيادة نفس الفيتامين كلاهما يؤدى إلى انخفاض حجم المواليد بالنسبة لعمر الحمل خاصةً في السيدات ذوات البشرةِ البيضاء وهذه العلاقة يبدو أنها لا تنطبق على السيدات الأمريكيات من أصلٍ أفريقي.

## التشخيص
يتم تحديد الحالات على حسبِ الوزن أو الطول عند الولادة أو كليهما، في حالة تأخر النمو داخل الرحم يتم التشخيص عموماً بواسطة قياس رحم الأم حيث يكون ارتفاع قاعدة الرحم أقل من الطبيعي لتلك المرحلة من الحمل. وعند الاشتباه في حالة تأخر نمو الجنين داخل الرحم يتم عمل فحص للأم بالموجات فوق الصوتية للتأكيد.

## الأسباب
بشكلٍ عام تتلخص أسباب كون المولود صغيراً بالنسبة لسن الحمل في نقطتين:
إما أن الطفل لا يعاني من مرضٍ عُضوىّ وهذا الحجم هو سمةً وراثيةٌ له وقد يكون هذا الأمر مشهوراً في أغلب مواليد عائلته.
أو الطفل صغيرحجماً لسبب مرضيّ أدّى إلى إعاقة استكمال عملية النمو داخل الرحم فيما يُعرف ب pathological SGA.

## المُتابعة والعلاج
وُجد أنّ 90% من حديثي الولادة الذين يعانون من صغر الحجم بالنسبة لسن الحمل يعوّضون هذا النقص ويصلون للمعدلات الطبيعية لأقرانهم في خلال سنتين من العمر ومع ذلك فإن كل المواليد بمثل هذه الحالة لابد من خضوعهم للملاحظة القريبة باستمرار خوفاً من ظهور أي علامة من علامات فشل النمو مثل انخفاض نسبة السكر في الدم لهؤلاء الأطفال وهي أمرٌ شائعٌ جدا خاصةً في حالات صغر الحجم الغير متكافئة حيث يكون في هؤلاء الأطفال حجم المخ كبيراً ويقوم بحرق السعرات الحرارية بشكل سريع وأكبر من المخزون القليل من الدهون في أجسادهم، يتم التعامل مع حالات نقص السكر بالرضاعة المتكررة وربما بإضافة مواد أخرى تحتوي على نشا الذُرة والتي توجد عادةً في صورة مسحوق بودرة.
أما الـ 10% الباقية من هؤلاء الأطفال الذين لم يصلوا إلى معدلاتهم الطبيعية بعد سنتين من العمر فلابُد من استشارة أخصّائي الغدد الصمّاء لأنهم ربما يحتاجون لعلاجٍ هورموني مثل إمدادهم بالمزيد من هرمون النمو فيما يُعرف ب GHT.
هناكَ أيضاً بعض الاضطرابات الشائعة في تلك الحالات والتي تستدعى تدخل المختص مثل:
-أمراض المعدة والأمعاء مثل في حالة ارتجاع المريء (GERD) أو تأخر افراغ المعدة(DGE).
-أخصائي التغذية لعلاج حالات العجز في السعرات الحرارية وخاصةً حالات فشل النمو. و وفقاً لنظرية النمط الظاهري المقتصد فإن أسباب نقص النمو تتدخل أيضاً في الاستجابات الجينية للجنين والتي يتم تفعليها في حالات نقص الغذاء المزمنة حيث أن نشأة الطفل في بيئة غنية جداً بالغذاء فإن هذا يعرضه لأمراض الأيض مثل السِمنة ومرض السُكري من النوع الثاني.
- أخصائي التخاطب أو المعالج المهني لعلاج الاضطرابات الحسية وأيضاً فيما يتعلق ببعض أمور التغذية.
-أخصائي السلوكيات يمكنه أيضاً المساعدة في حل مشاكل التغذية بطرقٍ منهجية لتعديل السلوكيات ولكن عادةً ما يكون دور أخصائيئ السلوكيات فيما بعد العام الثاني من العمر.
أخصائي الحساسية للتعرف على وجود الحساسية الغذائية المحتملة والتي ليست بالضرورة أن تكون أكثر شيوعاً في الأطفال صغيري الحجم بالنسبة لعمر الحمل عن الأطفال الطبيعيين.
-أخصائي الأنف والأذن والحنجرة لتشخيص اللحمية المتضخمة أو اللوزتين .
-أما بالنسبة لحالات تأخر النمو داخل الرحم ويشتمل العلاج على تحريض الولادة المبكرة وإن كان هذا لا يحدث إلا بعد تشخيص الحالة واكتشاف أنه هذا الوضع يشكل خطراً بالنسبة للجنين.